# حقل الجافورة
حقل الجافورة أو حوض الجافورة هو مكمن للغاز الصخري يعود زمنه للعصر الجوراسي ويقع في المنطقة الشرقية في السعودية، اكتشفته شركة أرامكو أثناء عمليات التكسير الحفزي في عام 2014. وهو واحد من ثلاثة مواقع محتملة لاستخراج الغاز الصخري منها في السعودية إلى جانب منطقة الربع الخالي ومنطقة حزم الجلاميد شمال السعودية. يبلغ طول الحقل 170 كلم وعرضه 100 كلم، ويقدر حجم موارد الغاز في مكمنه بنحو 229 تريليون قدم مكعب من الغاز الرطب، وقد بدأت شركة أرامكو السعودية في تطوير الحقل عام 2020م بحجم استثمارات يصل إلى 110 مليارات دولار، على أن يبدأ الإنتاج مطلع عام 2024.

## الإنتاج
يبلغ إنتاج الحقل عند اكتمال تطويره في العام 2036م نحو 2.2 تريليون قدم مكعب من الغاز، وسيكون قادرا على إنتاج نحو 130 ألف برميل يوميًا من الإيثان، ونحو 500 ألف برميل يوميًا من سوائل الغاز والمكثفات اللازمة للصناعات البتروكيماوية.

## المساهمة في الناتج المحلي
وفقًا لوليّ العهد السعوديّ الأمير محمد بن سلمان فإن تطوير حقل الجافورة سيحقق على مدى 22 عامًا من بداية تطويره دخلًا حكوميًا صافيًا يبلغ 8.6 مليارات دولار سنويًّا، ويساهم في الناتج المحلي الإجمالي بما مقداره 20 مليار دولار سنويًا.

## مشروع تطوير حقل الجافورة
في 29 نوفمبر 2021، أعلنت شركة أرامكو السعودية الجدوى التجارية لتطوير الموارد غير التقليدية في حقل الجافورة، وأطلقت «برامج التوسع الكبير» لأعمال الغاز مما يساهم في الاستغناء عن حرق نصف مليون برميل يومياً في توليد الكهرباء، وصرح وزير الطاقة السعودي عبد العزيز بن سلمان بأن المشروع لن يكلف ميزانية الدولة أكثر من 5 إلى 6 مليارات ريال، ويبلغ مخزون الغاز في الحقل 200 تريليون قدم مكعب من الغاز الخام الذي يحتوي على الإيثان وسوائل الغاز، ومن المتوقع أن يبدأ الإنتاج في عام 2024، كما سينتج ملياري قدم مكعبة قياسية يومياً من غاز البيع بحلول 2030، بمعدل زيادة بنسبة 20% عن المستوى المحلي.
ويتضمن المشروع في مجال شبكة الغاز الرئيسة إنشاء 23 محطة ضخ جديدة ليصبح إجمالي المحطات 35 محطة، مما يزيد طول الأنابيب إلى 8700 كم في حين كانت 4500 كم، بتكلفة تقدر بحوالي 38 مليار ريال للمشروع.
وفي مجال إنتاج الإيثان ستشمل الزيادة التي يضيفها المشروع 360 مليون قدم مكعب في اليوم، ما يمثل زيادة 40% على مستوى الإنتاج الحالي، بينما يبلغ إنتاج سوائل الغاز والمكثفات أكثر من 600 ألف برميل في اليوم.
ويرتكز المشروع على توطين المحتوى المحلي بوصول نسب التوطين فيه من المواد والخدمات إلى 75%، حيث يُتوقَّع أن توفر المشاريع بين 70 ألفًأ إلى 80 ألف وظيفة، بينما يُتوقَّع أن تبلغ الوظائف المباشرة وغير المباشرة (طوال عمر المشروع) نحو 200 ألف وظيفة.
وفي مجال الحفاظ على البيئة، يسهم المشروع في تحقيق الإسهامات الوطنية في المحافظة على البيئة بتقليل الانبعاثات بنحو 9.5 ملايين طن سنويًا، و247 مليون طن خلال دورة حياة المشروع.
وسيؤدي المشروع إلى زيادة الطاقة التكريرية في المملكة، بحيث ترتفع سعة إنتاج البتروكيماويات باستخدام البترول الخام ومشتقاته وسوائل الغاز الطبيعي من مليون برميل إلى 2.6 مليون برميل في اليوم، وسيسهم مشروع التطوير في برنامج إزاحة الوقود السائل بإسهامه بنحو 350 ألف برميل من البترول الخام، كما يسهم في تحقيق أهداف مزيج الطاقة الأمثل لإنتاج الكهرباء.